# Xijiao (sockenhuvudort i Kina, Heilongjiang Sheng, lat 45,32, long 130,95)
Xijiao (kinesiska: 西郊, 西郊乡) är en sockenhuvudort i Kina. Den ligger i provinsen Heilongjiang, i den nordöstra delen av landet, omkring 340 kilometer öster om provinshuvudstaden Harbin. Antalet invånare är 23 806. Befolkningen består av 11 657 kvinnor och 12 149 män. Barn under 15 år utgör 11,0 %, vuxna 15-64 år 80 %, och äldre över 65 år 7,0 %.
Runt Xijiao är det tätbefolkat, med 476 invånare per kvadratkilometer. Närmaste större samhälle är Jixi, 2,2 km söder om Xijiao. Trakten runt Xijiao består till största delen av jordbruksmark.
Genomsnittlig årsnederbörd är 855 millimeter. Den regnigaste månaden är juli, med i genomsnitt 176 mm nederbörd, och den torraste är januari, med 4 mm nederbörd.